# Chiapa de Corzo (gemeente)
Chiapa de Corzo is een gemeente in de Mexicaanse deelstaat Chiapas. De hoofdplaats van Chiapa de Corzo is Chiapa de Corzo. De gemeente Chiapa de Corzo heeft een oppervlakte van 906,7 km², oftewel 1,2% van de oppervlakte van de staat Chiapas.
De gemeente heeft 60.620 inwoners (2000). 5,32%% daarvan spreken een indiaanse taal, voornamelijk Tzotzil. 9,19% van hen spreekt geen Spaans.
In de gemeente Chiapa de Corzo bevinden zich de Cañón del Sumidero en het Manuel M. Torres Stuwmeer, met een van de hoogste stuwdammen ter wereld.
Acacoyagua · Acala · Acapetahua · Aldama · Altamirano · Amatán · Amatenango de la Frontera · Amatenango del Valle · Angel Albino Corzo · Arriaga · Bejucal de Ocampo · Bella Vista · Benemérito de las Américas · Berriozábal · Bochil · Cacahoatán · Capitán Luis Ángel Vidal · Catazajá · Chalchihuitán · Chamula · Chanal · Chapultenango · Chenalhó · Chiapa de Corzo · Chiapilla · Chicoasén · Chicomuselo · Chilón · Cintalapa · Coapilla · Comitán de Domínguez · Copainalá · El Bosque · El Parral · El Porvenir · Emiliano Zapata · Escuintla · Francisco León Rivera · Frontera Comalapa · Frontera Hidalgo · Honduras de la Sierra · Huehuetán · Huitiupán · Huixtán · Huixtla · Ixhuatán · Ixtacomitán · Ixtapa · Ixtapangajoya · Jiquipilas · Jitotol · Juárez · La Concordia ·  La Grandeza · La Independencia · La Libertad · La Trinitaria · Larráinzar · Las Margaritas · Las Rosas · Mapastepec · Maravilla Tenejapa · Marqués de Comillas Zamora · Mazapa de Madero · Mazatán · Metapa · Mitontic · Mezcalapa · Montecristo de Guerrero · Motozintla · Nicolás Ruíz · Ocosingo · Ocotepec · Ocozocoautla de Espinosa · Ostuacán · Osumacinta · Oxchuc · Palenque · Pantelhó · Pantepec · Pichucalco · Pijijiapan · Pueblo Nuevo Solistahuacán · Rayón · Reforma · Rincón Chamula San Pedro · Sabanilla ·  Salto de Agua · San Andrés Duraznal · San Cristóbal de las Casas · San Fernando · San Juan Cancuc · San Lucas · Santiago el Pinal · Siltepec · Simojovel · Sitalá · Socoltenango · Solosuchiapa · Soyaló · Suchiapa · Suchiate · Sunuapa · Tapachula · Tapalapa · Tapilula · Tecpatán · Tenejapa · Teopisca · Tila · Tonalá · Totolapa · Tumbalá · Tuxtla Chico · Tuxtla Gutiérrez · Tuzantán · Tzimol · Unión Juárez · Venustiano Carranza · Villa Comaltitlán · Villa Corzo · Villaflores · Yajalón · Zinacantán